# Шпортфройнде (футбольный клуб, Зиген)
«Шпортфройнде» Зиген (нем. Sportfreunde Siegen) — немецкий футбольный клуб из города Зиген, земля Северный Рейн-Вестфалия. Домашние матчи команда проводит на стадионе «Леймбахштадион», её вместимость составляет 19,4 тыс. зрителей. В сезоне 2020/2021 занял 10-е место в Оберлиге «Северный Рейн-Вестфалия».
Клуб основан в 1899 году как футбольное отделение гимнастического клуба Turn Verein Jahn von 1879 Siegen. В 1923 году произошло слияние с Sportverein 07 Siegen, после которого команда стала самостоятельным футбольным клубом и получила название Sportfreunde Siegen von 1899 e.V.. Клуб с богатой историей, в настоящее время «Шпортфройнде Зиген» выступает в одном из нижних дивизионов немецкого футбола.

## История
Клуб завоевал несколько местных титутлов в 1900-е гг. и уверенно шёл у успеху 1920-х, когда команда выиграла несколько южногерманских титулов. Несмотря на хорошие результаты, команда не смогла квалифицироваться в первый дивизион во время реогранизации немецкого футбола в шестнадцать Гаулиг во времена правления Третьего рейха в 1933 году.
Следующее появление клуба на высшем уровне немецкого футбола произошло во Второй Оберлиге «Запад» (второй уровень системы лиг) в 1961 году. После создания Бундеслиги в 1963 году «Зиген» играли во втором дивизионе Региональной лиги «Запад» в течение года, после чего соскользнули вниз по таблице лиг, в Любительскую лигу «Вестфалия». В середине 1980-х гг. клуб упал даже ещё ниже — в Фербандслигу «Вестфалия-Юго-Запад» (четвёртый уровень системы немецких лиг) и провёл следующие одиннадцать сезонов на этом уровне.
«Шпортфройнде Зиген» восстановился и вернулся в третий дивизион в 1997 году, уже после объединения Восточной и Западной футбольных систем Германии. После двух идущих один за другим завершений сезонов на шестнадцатом месте — включая историю с вылетом в более низшую лигу, когда только заявления клубов «Вальдхоф» и «Ройтлинген 05» о своей финансовой несостоятельности и последовавшие за этим отзывы у них лицензий — клуб неожиданно завершил очередной сезон (2006) на втором месте и поднялся во Вторую Бундеслигу. Так или иначе, сезон 2007 они окончили на восемнадцатом месте и вылетели обратно. Несмотря на одиннадцатое место в Региональной лиге «Юг», клуб выбыл из борьбы по финансовым причинам. Сезон 2008/09 «Шпортфройнде Зиген» играл в пятом дивизионе.

### Бывшие тренеры
- Герд фон Брух (1986—1987)
- Инго Петер (1994—2003)
- Михаэль Файхтенбайнер (2003—2004)
- Герхард Нолль (2004)
- Ральф Лоозе (2004—2005)
- Ян Кочан (2005—2006)
- Уве Хельмес (2006)
- Ханнес Бонгартц (2006)
- Ладислав Биро (2006)
- Ральф Лоозе (2006—2007)
- Марк Фашер (2007—2008)
- Петер Немет (2008—2009)
- Тео Бреннер (2009)

### Достижения
Все награды были завоёваны женским TSV Siegen.
- Чемпионат Германии по футболу среди женщин: 1987, 1990, 1991, 1992, 1994, 1996
- Кубок Германии по футболу среди женщин: 1986, 1987, 1988, 1989, 1993